# Лазарет
Лазаретът е специализирано военно медицинско учреждение – помещение, палатка или отсек за оказване на медицинска помощ и стационарно лечение на ранени и болни хора в бойна обстановка. Първоначално означава място за карантина на заразно болни.
Лазаретите могат да бъдат разположени в полеви условия на фронта, във военни гарнизони, в медицински камиони, на кораби или подводници, както и на други места. Обикновено лазаретите влизат непосредствено в състава на военните части и подразделения. В тях се настаняват пострадали, за които не е необходим дълъг престой, продължително лечение или сложна апаратура за диагностика.
Специализираната медицинска помощ за военнослужещи се получава във военните болници.
Терминът възниква във връзка с рицарите на Ордена на свети Лазар и остров Лазарето, разположен във Венецианската лагуна на 4 километра от центъра на Венеция. Островът има правоъгълна форма и е плътно застроен със старинни постройки. Името на острова идва от манастира, където рицарите на ордена на свети Лазар се грижат за болни от проказа. По тази причина в средните векове лазарети се наричат убежищата за болни от проказа.